# (1147) Ставрополис
(1147) Ставрополис (лат. Stavropolis) — астероид из группы главного пояса, который принадлежит к спектральному классу S. Он был открыт 11 июня 1929 года в Симеизской обсерватории русским (советским) астрономом Григорием Неуйминым. Назван в честь города Ставрополь. Свой полный оборот вокруг Солнца астероид совершает за 3,42 юлианских года.
Астероид примечателен тем, что 1 января 1918 года он прошёл вблизи астероида (15) Эвномия на расстоянии в 0,03975 а. е. (около 5,9 млн км), а 22 июня 2041 года пройдет вблизи астероида (3) Юнона на расстоянии в 0,02803 а. е. (около 4,2 млн км).

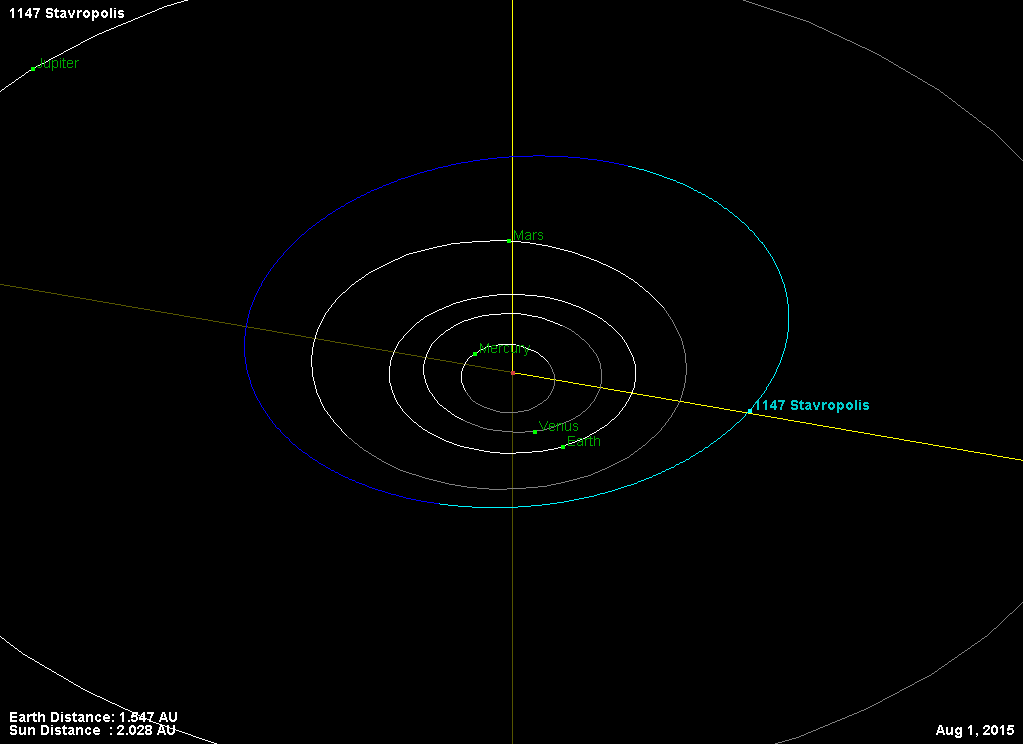
Орбита астероида Ставрополис и его положение в Солнечной системе